# COROT-9
COROT-9 — звезда в созвездии Змея. Находится на расстоянии около 1500 световых лет от Солнца. Вокруг звезды обращается, как минимум, одна планета.

## Характеристики
COROT-9 представляет собой солнцеподобную звезду, жёлтый карлик главной последовательности. Её масса и диаметр равны 0,99 и 0,94 солнечных соответственно. Звезда получила своё наименование в честь космического телескопа COROT, с помощью которого у неё был открыт планетарный компаньон.

## Планетная система
В 2010 году группой астрономов, работающих в рамках программы COROT, было объявлено об открытии планеты COROT-9 b в данной системе. Это горячий юпитер, обращающийся на расстоянии 0,4 а. е. от родительской звезды. Температура верхних слоёв атмосферы планеты колеблется между 250 и 430 Кельвин. Открытие было совершено транзитным методом. Вычисления показывают, что планета вполне может иметь естественные спутники и даже кольца в собственной сфере Хилла.